# Вадодара
Вадодара (гудж. વડોદરા, трансліт. Вадодара; (гудж. બરોડા, трансліт. Барода) — місто в Індії, третє за розміром місто штату Гуджарат після Ахмедабада і Сурата.

## Клімат
Місто знаходиться у зоні, котра характеризується кліматом помірних степів та напівпустель. Найтепліший місяць — травень із середньою температурою 33.4 °C (92.1 °F). Найхолодніший місяць — січень, із середньою температурою 21 °С (69.8 °F).
| Клімат Вадодари         | Клімат Вадодари | Клімат Вадодари | Клімат Вадодари | Клімат Вадодари | Клімат Вадодари | Клімат Вадодари | Клімат Вадодари | Клімат Вадодари | Клімат Вадодари | Клімат Вадодари | Клімат Вадодари | Клімат Вадодари | Клімат Вадодари |
| Показник                | Січ.            | Лют.            | Бер.            | Квіт.           | Трав.           | Черв.           | Лип.            | Серп.           | Вер.            | Жовт.           | Лист.           | Груд.           | Рік             |
| Абсолютний максимум, °C | 35              | 38              | 43              | 45              | 46              | 45              | 40              | 37              | 38              | 39              | 37              | 36              | 46              |
| Середній максимум, °C   | 29,5            | 31,9            | 36,2            | 39,2            | 40,1            | 36,8            | 32,5            | 31,4            | 33              | 35,5            | 33,4            | 30,7            | 34,2            |
| Середня температура, °C | 21              | 23,1            | 27,3            | 31,1            | 33,4            | 31,9            | 29,2            | 28,2            | 28,8            | 28,5            | 25,2            | 22,2            | 27,5            |
| Середній мінімум, °C    | 12,5            | 14,2            | 18,4            | 23              | 26,6            | 27              | 25,8            | 25              | 24,5            | 21,4            | 16,9            | 13,7            | 20,8            |
| Абсолютний мінімум, °C  | −1              | 2               | 3               | 11              | 10              | 21              | 22              | 22              | 18              | 11              | 7               | 3               | −1              |
| Норма опадів, мм        | 2.2             | 0.7             | 0.7             | 1.4             | 6.1             | 118.9           | 274.6           | 242.4           | 124.2           | 26.4            | 13.3            | 3.7             | 814.6           |
| Днів з дощем            | 0               | 0               | 0               | 0               | 0               | 9               | 14              | 11              | 7               | 3               | 1               | 0               | 49              |
| Вологість повітря, %    | 45              | 43              | 35              | 33              | 49              | 67              | 80              | 75              | 73              | 62              | 58              | 54              | 56              |
| ----------------------- | --------------- | --------------- | --------------- | --------------- | --------------- | --------------- | --------------- | --------------- | --------------- | --------------- | --------------- | --------------- | --------------- |
| Джерело: Weatherbase    |                 |                 |                 |                 |                 |                 |                 |                 |                 |                 |                 |                 |                 |

## Транспорт
Поблизу міста розташований аеропорт Вадодара.